# 萨农河
萨农河（法語：Sânon，法語發音：[sanɔ̃]）是法国大东部大区默尔特-摩泽尔省与摩泽尔省的河流，是默爾特河的右支流，长48.6千米。